# King Standish
King Standish è un personaggio immaginario dell'Universo DC. Comparve per la prima volta in Flash Comics vol. 1 n. 3 (marzo 1940), e fu creato da Gardner Fox e William Smith.

## Biografia del personaggio
King Standish era un giovane ricco maestro del travestimento che giurò di fermare il crimine. Fu considerato un criminale dalla polizia e dal mondo sotterraneo, mentre in realtà era un combattente del crimine. Nel corso degli anni questa pessima reputazione fu abbandonata, ma non completamente. Essendo un maestro tanto abile nel travestimento, King riusciva persino ad ingannare i propri amici; tuttavia, rimase sempre sotto una maschera per non permettere a nessuno di sapere quale fosse il suo vero aspetto. Il suo vero volto e il suo vero nome non furono mai rivelati nel corso della serie. Indossava uno smoking con un mantello da sera, un cilindro e una maschera, ogni qualvolta compariva senza travestimento.
La sua avversaria più frequente fu la Strega, che rivaleggiava con l'eroe in quanto ad abilità nel travestimento. Non la portò mai di fronte alle autorità, in quanto vi era un'attrazione reciproca. Anche se si trovavano agli opposti, svilupparono sentimenti forti l'uno per l'altra, nonostante il fatto che nessuno dei due vide mai l'altro in faccia. King tentò numerose volte di portarla dall'altro lato e trasformarla in una combattente del crimine, ma fallì ogni volta.
Durante la seconda guerra mondiale, fu contattato dal Controllo e divenne un membro della Office of Strategic Services, e ve rimase un membro fino alla fine della guerra. Successivamente, aiutò la Justice Society of America quando Jacob Tolzmann divenne una minaccia super naturale. Quando Sandman e Star-Spangled Kid furono messi fuori combattimento, King si alleò con le loro spalle, Sand e Stripesy. King si travestì dal padre di Tolzmann per distrarlo, permettendo così alle due spalle di sconfiggerlo.
In Justice Society of America vol. 3 n. 29, una nuova recluta della squadra, King Chimera, rivelò un po' più su di sé affermando che suo padre era "King" Standish e che questi si incontrò con un membro di un ordine segreto su un'isola distante per perfezionare l'arte dell'illusione, addestrandosi per diventare un maestro illusionista. King Chimera menzionò che sua madre aveva un debole per gli uomini maturi, facendo presumere che King Standish e la madre di Chimera avevano una forte differenza d'età, in quanto King era molto più grande.
Le attività correnti di King Standish e dove egli si trovi adesso non si trovarono, comparendo per l'ultima volta in Starman n. 66 (giugno 2006).

## Poteri e abilità
King Standish era un maestro del travestimento, così abile da poter ingannare i suoi stessi amici. Utilizzò spesso il combattimento corpo a corpo e occasionalmente le pistole. Suo figlio, King Chimera, rivelò che perfezionò l'arte dell'illusione addestrandosi come maestro illusionista.